# Текстильщик (волейбольный клуб)
«Текстильщик» — российский мужской профессиональный волейбольный клуб из города Иваново. Основан в 2021 году.

Программка ВК "Текстильщик" в сезоне 2022-23

## История
Профессиональный волейбольный клуб «Текстильщик» был основан в 2021 году.
Клуб начал выступления в сезоне 2022-23 в «Первой лиге» в зоне ЦФО. В сезоне 2022-23 клуб занял третье место в чемпионате России по волейболу среди команд  Первой Лиги и стал Обладателем кубка Высшей лиги «Б» 2023 года.
В сезоне 2023-24 выступал в Высшей лиге «Б».
С сезона 2024-25 выступает в Высшей лиге «А» Чемпионата России в группе «Запад» им. Валентина Китаева.

## Талисман клуба

Талисман в сезоне 2023-24 (страница из матчевой программки 10 тура)

На первом домашнем туре волейбольный клуб “Текстильщик” представил своего талисмана. Им стала девушка-пряха - яркий образ, который олицетворяет историю и культуру Ивановской области. В красном сарафане с кокошником на голове образ девушки-пряхи или «невесты», как её еще называют, был взят с герба города чтобы подчеркнуть свою уникальность и значимость.

## Состав команды
| №                       | Имя                     | Год рождения            | Рост                    |                         |                         |
| Центральные блокирующие | Центральные блокирующие | Центральные блокирующие | Центральные блокирующие | Центральные блокирующие | Центральные блокирующие |
| ----------------------- | ----------------------- | ----------------------- | ----------------------- | ----------------------- | ----------------------- |
| 2                       | Николай Лозинский       | 2002                    | 203                     |                         |                         |
| 3                       | Николай Елипашев        | 2003                    | 207                     |                         |                         |
| 9                       | Вадим Ерёмин            | 2004                    | 203                     |                         |                         |
| 13                      | Александр Азаренко      | 2005                    | 197                     |                         |                         |
| Связующие               |                         |                         |                         |                         |                         |
| 4                       | Руслан Косарев          | 2004                    | 181                     |                         |                         |
|                         |                         |                         |                         |                         |                         |
| Диагональные            |                         |                         |                         |                         |                         |
| 7                       | Кристиан Сотников       | 1999                    | 206                     |                         |                         |
| 22                      | Муртазаали Юсупов       | 2002                    | 197                     |                         |                         |

| №                                   | Имя                     | Год рождения | Рост        |             |             |
| Доигровщики                         | Доигровщики             | Доигровщики  | Доигровщики | Доигровщики | Доигровщики |
| ----------------------------------- | ----------------------- | ------------ | ----------- | ----------- | ----------- |
| 5                                   | Евгений Кабальнов       | 2004         | 196         |             |             |
| 8                                   | Максим Скобеев          | 1999         | 193         |             |             |
| 11                                  | Кирилл Вавилов          | 2005         | 192         |             |             |
| 15                                  | Михаил Володин          | 2001         | 198         |             |             |
| 17                                  | Даниил Романенко        | 1999         | 191         |             |             |
| Либеро                              |                         |              |             |             |             |
| 1                                   | Егор Матвеев            | 2004         | 182         |             |             |
| 18                                  | Гаджимурад Гусенгаджиев | 2002         | 190         |             |             |
| Главный тренер — Алексей Сколобанов |                         |              |             |             |             |
| Тренер — Игорь Шулепов              |                         |              |             |             |             |
| Старший тренер — Василий Галицков   |                         |              |             |             |             |